# Neidy Rosal
Neidy Carmen Rosal González (14 de febrero de 1970) es una política venezolana. Fue diputada electa por el partido Proyecto Venezuela en el consejo del estado de Carabobo. Rosal es jefa de la fracción parlamentaria de su partido. Rosal es miembro de la Comisión de Infraestructura, Vivienda y Hábitat.

## Actividad
Neidy Rosal estudió ingeniería civil en la EFOFAC.
Rosal fue concejal del municipio de Naguanagua. En 2008 fue elegida como diputada para el consejo legislativo del estado Carabobo.
La diputada fue reelecta por la circunscripción 6 en diciembre de 2013 con el 61% de los votos.

### Caso PDVAL
La diputada Rosal sido una de las principales políticas en informar sobre el escándalo del Caso PDVAL. Este escándalo se convertiría en uno de los mayores en los últimos tiempos del gobierno de Hugo Chávez.
En 2010 comenzó a denunciar los problemas de miles de contenedores con alimentos importados en estado de descomposición, usualmente descargados en el puerto de Puerto Cabello.
En 2011 informó que el ejército venezolano estaba incinerando 160000 toneladas de comida podrida que estaban almacenadas en los puertos venezolanos y que habían sido traídas por grupos corruptos para poder acceder a dólares.
A finales de 2013 Rosal volvió a denunciar la manera en que el gobierno abandona miles de toneladas de alimentos en el Puerto de Puerto Cabello y luego declara que hay escasez por una "guerra económica".

### Educación
En diciembre de 2013 la diputada presentó a la Corte Suprema de Justicia un recurso de nulidad de un decreto referente al funcionamiento del Consejo Educativo por considerar que dicho decreto impone un sistema socialista, no compaginable con el carácter pluralista de la constitución de Venezuela. El tribunal se declaró incompetente.
En 2014 el Tribunal Supremo de Justicia de Venezuela admitió el recurso de nulidad de la diputada Rosal.